# ثعلان (السدة)

تعديل مصدري - تعديل

ثعلان هي إحدى قرى عزلة بني الحارث بمديرية السدة التابعة لمحافظة إب، بلغ تعداد سكانها 176 نسمة حسب تعداد اليمن لعام 2004.